# Fehérpettyes álcsüngőlepke
A fehérpettyes álcsüngőlepke (Amata phegea) a rovarok (Insecta) osztályának a lepkék (Lepidoptera) rendjébe, ezen belül a medvelepkefélék (Arctiidae) családjába tartozó faj.

## Előfordulása
Június-júliusban nappal erdei tisztásokon, kaszálókon, legelőkön található. Hegyvidéken és az Alföldön is megtalálható Magyarországon. Északnyugat-Európában nincs jelen ez a lepkefaj.

## Megjelenése
Testhossza 3,5-4,5 cm. Külseje a csüngőlepkékre emlékeztet, de a medvelepkékkel van rokonságban. Teste feltűnően karcsú, hosszú, szárnyai kicsinyek. Csápja fonalas. Sötétbarna hernyóján pamatos szőrcsomók vannak.

## Életmódja
A virágokon ülve nektárt szívogat. Lassan, alacsonyan, egyenesen és rosszul repül. Apró, lágyszárú növényeken, útifűn, gyermekláncfűn és egyéb növényeken él. Szőrökkel átszövött hálóban társasan bábozódik.

## Hasonló fajok
Változékony csüngőlepke (Zygaena ephialtes): Nagyon hasonló faj, de a toron nincs sárga csík. A valódi csüngőlepkék külön családot alkotnak a lepkék rendjén belül.